# Glyptotheomima pubescens
Glyptotheomima pubescens är en skalbaggsart som beskrevs av Gilbert John Arrow 1932. Glyptotheomima pubescens ingår i släktet Glyptotheomima och familjen Cetoniidae. Inga underarter finns listade i Catalogue of Life.